# C15H15NO
化学式C15H15NO（摩尔质量：225.29 g/mol）可以指：
- N-苯乙基苯甲酰胺（河岸素A），CAS号：3278-14-6
- N,N-二苯基丙酰胺，CAS号：20619-23-2
- N,N-二苄基甲酰胺，CAS号：5464-77-7

|  | 这个同类索引页列出了具有相同分子式的化学物（即同分異構體）条目。 除非您是有意链接至本页，否则应将相应条目的内部链接指向正确的条目。 |